# Drugstore Cowboy
Drugstore Cowboy és una pel·lícula estatunidenca dirigida per Gus Van Sant que tracta des d'un punt de vista dramàtic l'adicció a les drogues. Està basada en la novel·la de James Fogle. Ha estat doblada al català.

## Argument
Bob Hughes (Matt Dillon) lidera una banda de quatre delinqüents toxicòmans que va recorrent tot Estats Units atracant farmàcies.
Bob és un babau supersticiós, igual que la seva dona Diane (Kelly Lynch), així el dia que Nadine (Heather Graham) i Rick (James LeGros) els proposen comprar un gos, Bob s'enfada, car creu que el simple fet de mencionar un gos ja porta trenta dies de mala sort i així els avisa que tampoc deixin el barret damunt del llit, ja que això serien quinze anys de mala sort.
Així, després d'un atracament a una farmàcia per part de Bob, Rick i Nadine, aquesta última comet un error que fa que Bob es posi furiós. Per això Nadine decideix deixar un barret damunt d'un llit abans d'un gran atracament en el que no està convidada a participar-hi, per demostrar a Bob que les seves supersticions són unes ximpleries.
Durant l'atracament Bob és sorprès i ha d'ocultar-se tota la nit, per això Rick i Diane tornen a casa creient que l'han agafat i descobreixen el cos inert de Nadine que ha mort degut a una sobredosi (tot i que fins aquest moment era la que menys consumia del grup). Quan Bob arriba a casa poc després d'ells descobreix el que ha passat i veu el barret damunt del llit.
L'endemà l'amo del motel on s'hostatjaven els avisa que han de deixar l'habitació degut a una convenció de policies que se celebrarà a la ciutat i que per aquest motiu totes les habitacions del motel es troben reservades.
Aquest dia Bob decideix deixar les drogues i el camí de la delinqüència, això, però, no li fa molta gràcia a Diane, la seva dona i companya de sempre, que no desitja canviar de vida. Per això Bob torna a la seva ciutat natal (després d'enterrar el cos de Nadine en un bosc) on s'apunta a un programa de metadona i troba un treball. Després de passar un temps a la seva ciutat rep una visita inesperada de Diane que li desitja sort i tot seguit uns antics coneguts de Bob, afectats per les drogues, als que solia timar van a casa seva en busca de més drogues creient que aquest encara en posseeix, de manera que li disparen en no trobar-ne a l'apartament i Bob creu que aquest serà el seu fi.

## Repartiment
- Matt Dillon: Bob Hughes
- Kelly Lynch: Dianne
- James LeGros: Rick
- Heather Graham: Nadine
- Max Perlich: David
- James Remar: Gentry
- Grace Zabriskie: Mrs. Hughes
- William S. Burroughs: Tom